# 2008 à Paris
 Chronologie de l'histoire de Paris
- 2004
- 2005
- 2006
- 2007
- 2008
- 2009
- 2010
- 2011
- 2012

Cette page concerne l'année 2008 du calendrier grégorien.

## Chronologie

### Janvier 2008
- x

### Février 2008
- x

### Mars 2008
- 16 mars : Bertrand Delanoë est réélu maire de Paris face à Françoise de Panafieu.

### Avril 2008
- x

### Mai 2008
- x

### Juin 2008
- x

### Juillet 2008
- x

### Août 2008
- x

### Septembre 2008
- x

### Octobre 2008
- x

### Novembre 2008
- x

### Décembre 2008
- x